# Lycorma meliae
Lycorma meliae là loài rầy đặc hữu của Đài Loan, với nhiều hình thái màu sắc khác nhau tùy thuộc vào giai đoạn sống. Loài này được Kato Masayo mô tả ở Đài Loan vào năm 1929 và là thành viên duy nhất trong chi được xác nhận là có nguồn gốc từ hòn đảo này. Năm 1929, một mẫu vật của L. meliae ban đầu được mô tả là một loài riêng biệt, L. olivacea, cũng bởi Kato. Hai tên đơn vị phân loại này được tuyên bố đồng nghĩa vào năm 2023. L. meliae trải qua bốn giai đoạn sống và mẫu vật thường chỉ sống sót cho đến mùa đông.

## Phân loại
L. meliae là một loài thuộc chi Lycorma, họ Fulgoridae, phân họ Aphaeninae. Các loài trong chi này được tìm thấy ở châu Á. L. meliae, cùng với danh pháp đồng nghĩa L. olivacea, được Kato Masayo mô tả ở Đài Loan năm 1929. Mặc dù ban đầu được coi là hai loài riêng biệt, nhưng một báo cáo năm 2023 trên tạp chí Zoological Studies đã kết luận rằng L. meliae và L. olivacea đại diện cho hai giai đoạn sống khác nhau của cùng một loài. Trong lần phân loại lại này, L. olivacea được định nghĩa lại như một danh pháp đồng nghĩa.

## Mô tả
Mẫu vật đực có chiều dài cơ thể dao động từ 22,2 milimét (0,87 in) đến 28,5 milimét (1,12 in). Mẫu vật cái lớn hơn, với chiều dài cơ thể dao động từ 26,5 milimét (1,04 in) và 32,2 milimét (1,27 in). Chiều dài cánh da của con đực dao động từ 18,9 milimét (0,74 in) đến 25 milimét (0,98 in); chiều dài cánh da của con cái dao động từ 23,2 milimét (0,91 in) đến 27,8 milimét (1,09 in).
Đầu ngắn, rộng và hướng lên trên; có màu từ nâu đến đen. Phía sau đầu có hai đoạn màu nâu sẫm, cả hai đều có một đường gờ chạy dọc phía sau. Có hai đường gờ cũng chạy dọc theo mỗi bên của các đoạn này. Gốc môi (clypeus) rộng và môi dưới dài nhưng không chạm tới bụng. Râu có màu cúc vạn thọ. Ngực trước có màu từ nâu đến đen và được bao phủ bởi một loạt các đốm đen nhỏ. Ngực trước và ngực giữa đều có màu đen. 3/5 gốc cánh (basal) của cánh da có màu từ đỏ tươi đến xanh lam. Những phần này được bao phủ bởi các đốm đen và nâu có kích thước khác nhau và đôi khi có dạng bột màu trắng. Phần còn lại được bao phủ trong một mô hình tĩnh mạch. Các cánh sau có màu từ hồng đến xanh nhạt, thường có các đốm nâu và có vân. Phần trên của cánh sau có màu nâu. Chân thường có màu nâu sẫm đến đen. Trong suốt quá trình trưởng thành, L. meliae trải qua một loạt thay đổi về màu sắc. Chúng bắt đầu có màu đỏ tươi, sau đó chuyển sang màu nâu đỏ, nâu, xanh lá đậm và kết thúc bằng màu xanh dương đậm. Bụng có màu đen. Các đoạn bụng ở phía sau  và rìa của lưng bụng đôi khi có màu vàng cam cúc vạn thọ.
Cơ quan sinh dục đực nằm ở các đốt bụng thứ 9, 10 và 11. Ở đốt thứ 9, viền trước lõm và viền có nhiều hình lồi nhỏ. Đoạn thứ 10 lồi vừa phải, phần đỉnh rộng hơn phần đáy. Điều này tạo thành hình chữ V từ góc nhìn bên và hình chữ U từ góc nhìn từ trên xuống. Đoạn thứ 11 được tạo thành từ một đoạn bụng có kích thước xấp xỉ gấp đôi kích thước của tấm lưng. Đoạn này có hình bầu dục với các móc ở mép bên. Khi giao phối, các thùy có thể mở rộng gấp 5 lần chiều dài vỏ của chúng, gập về phía sau và xuống dưới.
L. meliae có hình dáng tương tự và từng bị nhầm lẫn trong lịch sử với Lycorma delicatula, nhưng chúng có thể được phân biệt dựa trên cấu trúc mắt.

## Vòng đời và sinh thái

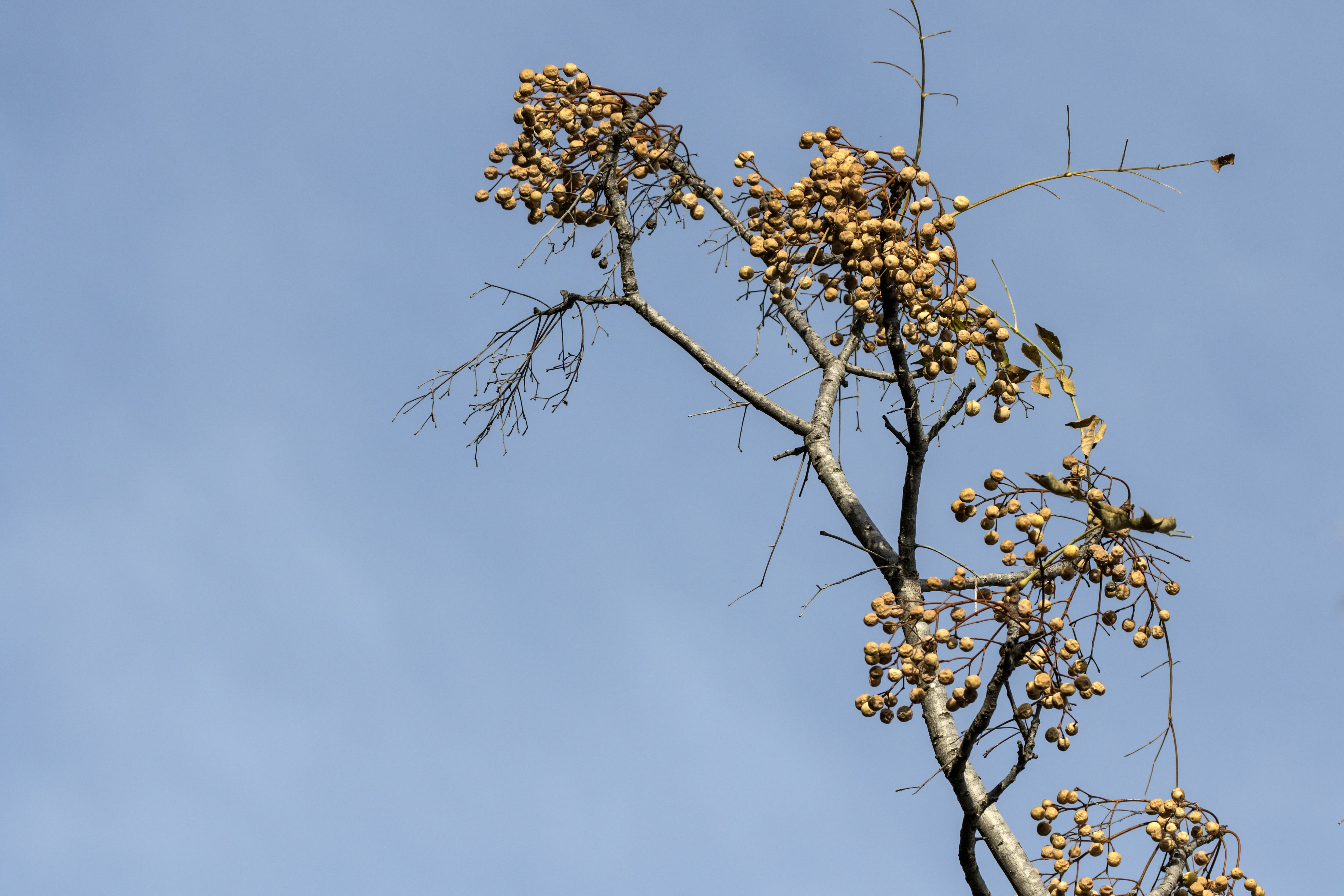
Xoan, cây chủ của L. meliae

L. meliae là loài biến thái không hoàn toàn, nghĩa là ở mỗi lần lột xác, giai đoạn tiếp theo (tuổi trưởng thành) trở nên giống con trưởng thành hơn. L. meliae không trải qua giai đoạn nhộng. L. meliae đẻ các cụm trứng được bao phủ trong lớp biểu bì dạng sáp vào cuối mùa thu đến đầu mùa đông. Những quả trứng này phát triển cho đến cuối mùa xuân khi ấu trùng L. meliae xuất hiện. Tổng cộng, vòng đời của  L meliae trải qua bốn giai đoạn trước khi trưởng thành.
Cây Melia azedarach là vật chủ được biết đến của L. meliae. Lycorma meliae, cùng với phần còn lại của chi Lycorma, bị ký sinh bởi ong Anastatus orientalis thuộc họ Eupelmidae và Dryinus sinicus thuộc họ Dryinidae.

## Phân bố và tiến hóa
Lycorma meliae là loài đặc hữu của đảo Đài Loan.  Biểu đồ nhánh sau đây cho thấy vị trí phát sinh loài của L. meliae trong số các thành viên được chọn của tông Aphaenini, dựa trên so sánh DNA ty thể:

|  | Lycorma meliae |
|  |                |
|  | L. delicatula  |
|  |                |

|  | \| \| A. amabilis \| \| \| \| \| \| A. discolor \| \| \| \| |
|  |                                                             |
|  | A. amabilis                                                 |
|  |                                                             |
|  | A. discolor                                                 |
|  |                                                             |

|  | A. amabilis |
|  |             |
|  | A. discolor |
|  |             |

|  | Lycorma meliae |
|  |                |
|  | L. delicatula  |
|  |                |

|  | \| \| A. amabilis \| \| \| \| \| \| A. discolor \| \| \| \| |
|  |                                                             |
|  | A. amabilis                                                 |
|  |                                                             |
|  | A. discolor                                                 |
|  |                                                             |

|  | A. amabilis |
|  |             |
|  | A. discolor |
|  |             |

|  | Lycorma meliae |
|  |                |
|  | L. delicatula  |
|  |                |

|  | \| \| A. amabilis \| \| \| \| \| \| A. discolor \| \| \| \| |
|  |                                                             |
|  | A. amabilis                                                 |
|  |                                                             |
|  | A. discolor                                                 |
|  |                                                             |

|  | A. amabilis |
|  |             |
|  | A. discolor |
|  |             |

|  | Lycorma meliae |
|  |                |
|  | L. delicatula  |
|  |                |

|  | \| \| A. amabilis \| \| \| \| \| \| A. discolor \| \| \| \| |
|  |                                                             |
|  | A. amabilis                                                 |
|  |                                                             |
|  | A. discolor                                                 |
|  |                                                             |

|  | A. amabilis |
|  |             |
|  | A. discolor |
|  |             |

|  | Lycorma meliae |
|  |                |
|  | L. delicatula  |
|  |                |

|  | \| \| A. amabilis \| \| \| \| \| \| A. discolor \| \| \| \| |
|  |                                                             |
|  | A. amabilis                                                 |
|  |                                                             |
|  | A. discolor                                                 |
|  |                                                             |

|  | A. amabilis |
|  |             |
|  | A. discolor |
|  |             |

|  | Lycorma meliae |
|  |                |
|  | L. delicatula  |
|  |                |

|  | \| \| A. amabilis \| \| \| \| \| \| A. discolor \| \| \| \| |
|  |                                                             |
|  | A. amabilis                                                 |
|  |                                                             |
|  | A. discolor                                                 |
|  |                                                             |

|  | A. amabilis |
|  |             |
|  | A. discolor |
|  |             |

|  | Lycorma meliae |
|  |                |
|  | L. delicatula  |
|  |                |

|  | \| \| A. amabilis \| \| \| \| \| \| A. discolor \| \| \| \| |
|  |                                                             |
|  | A. amabilis                                                 |
|  |                                                             |
|  | A. discolor                                                 |
|  |                                                             |

|  | A. amabilis |
|  |             |
|  | A. discolor |
|  |             |

|  | Lycorma meliae |
|  |                |
|  | L. delicatula  |
|  |                |

|  | \| \| A. amabilis \| \| \| \| \| \| A. discolor \| \| \| \| |
|  |                                                             |
|  | A. amabilis                                                 |
|  |                                                             |
|  | A. discolor                                                 |
|  |                                                             |

|  | A. amabilis |
|  |             |
|  | A. discolor |
|  |             |